# ヴァイオリンソナタ第3番 (ブラームス)
ヴァイオリンソナタ第3番（ヴァイオリンソナタだいさんばん）ニ短調作品108は、ヨハネス・ブラームスが作曲したヴァイオリンソナタ。

## 概要
ヴァイオリンソナタ第2番を完成させた直後の1886年から1888年にかけて作曲されたものである。当時ブラームスは避暑地のトゥーン湖畔（スイス）に滞在中で、悩みのない十分な生活を快適に過ごしていた。しかし1887年に友人で音楽学者のカール・フェルディナント・ポール（1819年 - 1887年）の訃報を受けると、孤独感などに苛まれるようになった。これらが反映されているためか、第3番は第2番とは異なり、晩年に見られるような重厚で内省的な作品となっている。これ以降ブラームスは諦観の感情を出すようになり、短調の作品を多く書くようになる。
1888年に脱稿後、ベルンに住んでいた親友で詩人のヨーゼフ・ヴィクトール・ヴィトマンの邸宅でプライヴェートでの初演が行われた。ただしこの時の演奏者や日時は不明である。公的な初演は1888年の12月21日（22日とも）にブラームス自身のピアノ、ハンガリー出身のヴァイオリニストのイェネー・フバイによって、ブダペストで行われた。1889年にベルリンのジムロック社から出版され、良き理解者であった指揮者のハンス・フォン・ビューローに献呈された。
ヨーゼフ・シゲティは、この曲の試演がシゲティの師イェネー・フバイとブラームス自身によって行われ、その20年後にフーバイとレオポルド・ゴドフスキーの演奏をブラームスが聴いたこと、フバイからブラームス特有のテンポ指示について学んだことなどが語り、自らのブラームス解釈の正当性を主張した。しかし、自らジャケット裏面にそうした解説を書いたLP(米コロンビア ML5266)は、皮肉なことにアメリカの音楽雑誌『ハイ・フィディリティ』誌上で、当時人気のあった評論家ハロルド・ショーンバーグにたったの3行でけなされ瞬く間に廃盤となり、その後も長く復刻されなかった。

## 構成
全4楽章で、演奏時間は約30分。
第1楽章 アレグロ
ニ短調、4分の4拍子。ソナタ形式による楽章。ヴァイオリンがロマン的でメランコリックな第1主題を奏で始めると、ピアノが右手と左手で穏やかなシンコペーションを奏する。終結部はニ長調で静かに終える。
第2楽章 アダージョ
ニ長調、8分の3拍子。3部形式によるカヴァティーナ風の穏やかな楽章。ゆったりとしたテンポでG線のヴァイオリンで奏でる柔和な歌に始まり、抒情性豊かに歌われる。
第3楽章 ウン・ポコ・プレスト・エ・コン・センティメント
嬰ヘ短調、4分の3拍子。3部形式によるスケルツォ風（2拍子）の楽章。嬰ヘ短調で始まり、ホ短調になると憂愁の度合いが増して暗い情感が全体を覆う。また冒頭の重音の音型が後半で反復される際はピツィカートに変えられる。
第4楽章 プレスト・アジタート
ニ短調、8分の6拍子。ロンド・ソナタ形式による。これまでの憂鬱な雰囲気や感情を払いのけるかのように、激しい響きの重音で開始する。終結部は最強音で曲を終える。第1楽章と同じくシンコペーションが効果的に使用されている。